# Joe Montana Football
Joe Montana Football est un jeu vidéo de football américain sorti en 1990 sur Master System, Mega Drive, Game Gear et DOS. Le jeu a été développé par Electronic Arts et édité par Sega.